# Кирилюк Василь Сергійович
Васи́ль Сергі́йович Кирилю́к (1985—2014) — старший солдат Збройних сил України, учасник російсько-української війни.

## З життєпису
Народився 1985 року в місті Дніпродзержинськ (Дніпропетровська область). Закінчив дінпродзержинську ЗОШ№ 5; займався жонглюванням і повітряною акробатикою. Після першого курсу університету перервав навчання, пішов на строкову службу. Півтора роки служив у військах МВС в Харкові. Повернувся до навчання вже на третьому курсі. А потім уклав контракт, щоб періодично приїжджати на збори; був резервістом.
Мобілізований в березні 2014 року. Старший стрілець, 25-а окрема повітрянодесантна бригада.
16 серпня 2014-го загинув у бою під Макіївкою — під час обстрілу з БМ-21 «Град» при проведенні пошуково-ударних дій. Тоді ж поліг старший солдат Гуцул Едуард Григорович.
Похований в місті Кам'янське, Алея Слави військового кладовища.

## Нагороди та вшанування
- 14 листопада 2014 року за особисту мужність і героїзм, виявлені у захисті державного суверенітету та територіальної цілісності України, вірність військовій присязі під час російсько-української війни, відзначений — нагороджений орденом «За мужність» III ступеня (посмертно).
- Його портрет розміщений на меморіалі «Стіна пам'яті полеглих за Україну» у Києві: секція 2, ряд 8, місце 30.
- Вшановується 16 серпня на щоденному ранковому церемоніалі вшанування українських захисників, які загинули цього дня у різні роки внаслідок російської збройної агресії[1]
- нагороджений пам'ятною відзнакою міського голови — нагрудним знаком «Захисник України» (розпорядження міського голови міста Кам'янське від 11.10.2016 року; посмертно).
- На фасадах рідної школи № 5, та будинку, де проживав Василь, розміщені меморіальні дошки його честі.[2]